# Osváth (de Thorna)

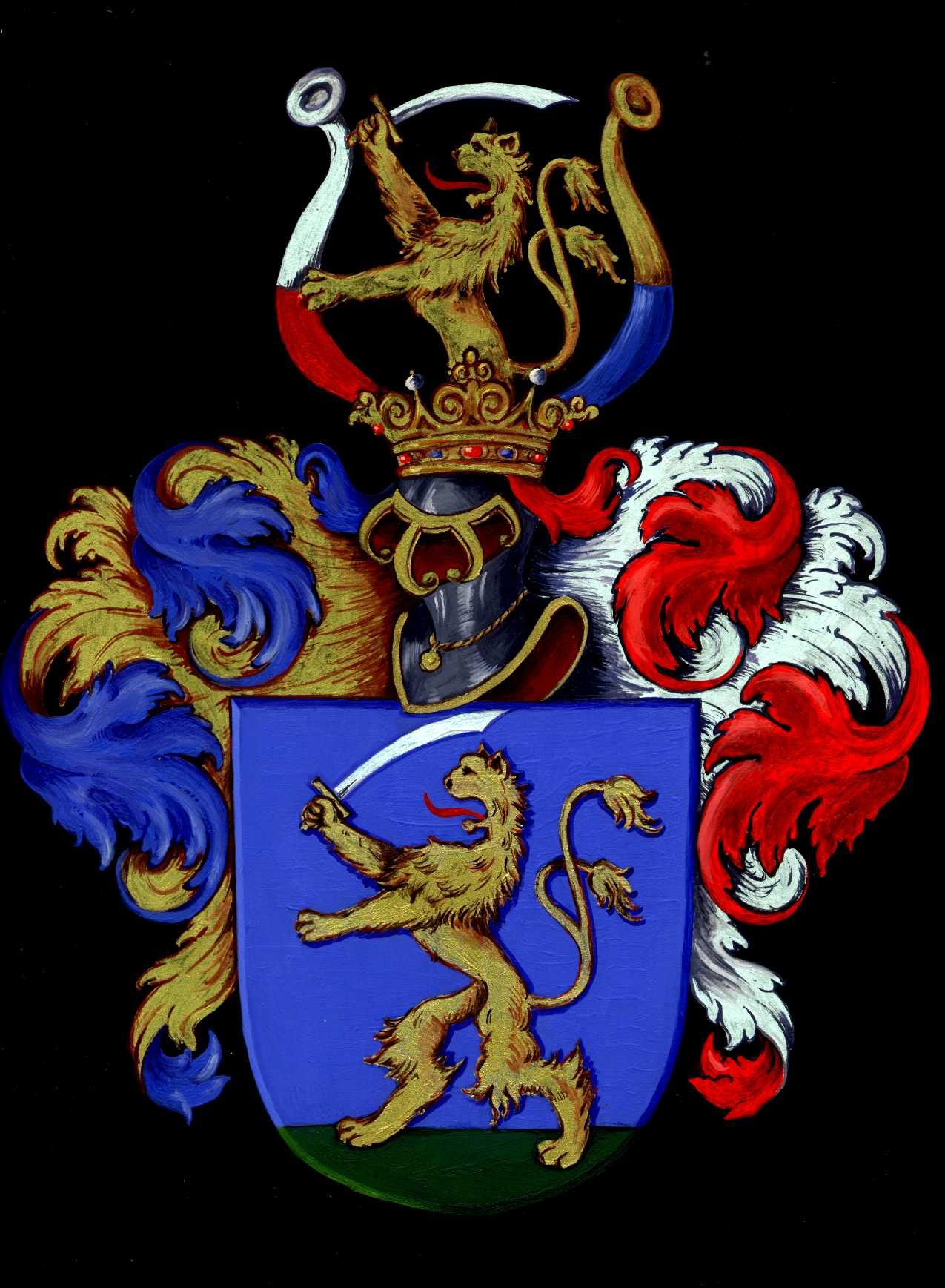
Osváth (de Thorna)

Osváth (ibland stavat Osvath särskilt när ättemedlemmar är folkbokförda utanför Ungern) är en ungersk adlig ätt från staden Thorna i komitatet med samma namn i nordöstra delen av Ungern.
Emerik Osváth anhöll om bekräftelse av äldre sköldebrev och företett vapen, varefter kejsar Ferdinand III i sin egenskap av konung av Ungern 1651  utfärdade ett adelsbrev för Emerik, hans bröder Nicolaus och Johannes Osváth jämte deras kusin på spinnsidan Andreas Nagy. Adelskapet kungjordes (utropades) i Thorna i fastetiden 1652 (7 mars), varvid de ovannämnda jämte Emeriks son Johannes Osváth samt dess arvingar och efterkommande upptogs bland komitatet Thornas adel.
I maj 2016 uppgavs att följande antal personer var bosatta i Sverige med namnvarianterna
- Osvath 13
- Osváth 2

Tillsammans blir detta 15 personer.

## Medlemmar i urval
- Mathias Osvath (född 1974), docent i kognitionsvetenskap